# Vương Triều
Vương Triều (tiếng Trung: 王潮; bính âm: Wáng Cháo, Bình thoại tự Mân Đông: Uòng Dièu, 10 tháng 4 năm 846- 2 tháng 1 năm 898), tên tự Tín Thần (信臣), gọi theo thụy hiệu là Tần Quảng Vũ công (秦廣武公), là một quân phiệt vào thời nhà Đường. Ông cai quản Phúc Kiến- tiền thân của nước Mân thời Ngũ Đại Thập Quốc.

## Thân thế
Vương Triều sinh năm 846, dưới triều đại của Đường Vũ Tông. Tổ tiên năm đời của ông là Vương Diệp (王曄) giữ chức Cố Thủy  [huyện] lệnh, được dân chúng yêu mến, và ông ta cùng gia đình định cư tại Cố Thủy. Gia đình này sau đó trở nên vẻ vang với nghiệp kinh doanh. Bản thân Vương Triều phục vụ trong chính quyền địa phương Cố Thủy. Cha ông tên là Vương Nhẫm (王恁), mẹ ông là Đổng thị. Ông có hai em là Vương Thẩm Khuê (王審邽) và Vương Thẩm Tri.

## Phụng sự Vương Tự
Năm 881, Đại Đường chìm đắm trong các cuộc khởi nghĩa nông dân, Vương Tự và em rể Lưu Hành Toàn (劉行全) tiến hành nổi dậy và chiếm Thọ châu , sau đó là Quang châu- bao gồm huyện Cố Thủy. Vương Tự được Phụng Quốc tiết độ sứ Tần Tông Quyền bổ nhiệm làm Quang châu thứ sử. Vương Tự buộc các đàn ông địa phương phải nhập ngũ, ba anh em là Cố Thủy huyện tá Vương Triều, Vương Thẩm Khuê và Vương Thẩm Tri trở thành binh lính dưới quyền Vương Tự. Vương Tự bổ nhiệm Vương Triều làm quân chính, sai quản lý việc cướp lương, duyệt sĩ tốt, tin dùng Vương Triều.
Sau đó, Tần Tông Quyền quay sang phản lại triều đình Đường, xưng làm hoàng đế, đem quân tiến công Vương Tự. Vương Tự lo sợ nên tập hợp 5.000 binh sĩ Quang châu và Thọ châu và buộc người dân phải vượt sang bờ nam Trường Giang. Vào mùa xuân năm 885, Vương Tự tiếp tục tiến về phía nam và chiếm Đinh châu và Chương châu, song không thể giữ được lâu.

## Đoạt lấy Tuyền châu
Khi Vương Tự tiến đến Chương châu, đội quân của ông ta cạn kiệt lương thực. Do địa hình Phúc Kiến gồ ghề, Vương Tự ra lệnh bỏ lại những người già yếu. Tuy nhiên, anh em Vương Triều vẫn đưa Đổng thị đi cùng. Vương Tự trách mắng họ và đe dọa giết Đổng thị. Ba anh em cầu xin tha mạng cho Đổng thị, đề nghị được chết thay bà, các thuộc hạ khác cũng nói giúp cho họ, khiến Vương Tự mủi lòng.
Trong khi đó, Vương Tự trở nên hoang tưởng, giết chết bất cứ ai có tài năng vượt trội so với ông ta, thậm chí giết cả Lưu Hành Toàn. Khi đội quân tiến đến Nam An, Vương Triều thuyết phục tướng tiền phong quay sang chống lại Vương Tự, họ tiến hành phục kích và bắt được Vương Tự. Vương Triều thoạt đầu muốn ủng hộ tướng tiền phong làm chủ, song tướng tiền phong nói rằng đó là ý của Vương Triều đã giúp họ sống sót trước sự tàn ác của Vương Tự, do vậy tướng sĩ đồng ý để Vương Triều trở thành thủ lĩnh của họ.
Vương Triều thoạt đầu muốn đưa đội quân trở về Quang châu, song khi họ tiến đến Sa huyện, người dân địa phương do phải chịu cảnh sưu thuế nặng nề của Tuyền châu thứ sử Liệu Ngạn nhược (廖彥若), suất kì lão, dâng trâu và rượu chắn đường thỉnh Vương Triều lưu lại châu. Vương Triều sau đó bao vây châu thành của Tuyên châu, chiếm thành vào mùa thu năm 886. Vương Triều giết chết Liêu Ngạn Nhược và quản thúc Vương Tự (Vương Tự sau đó tự sát). Phúc Kiến quan sát sứ Trần Nham (陳巖) là người có uy danh, Vương Triều do đó quyết định không chống lại Trần Nham, thay vào đó ông sai sứ đến Phúc châu xin hàng Trần Nham. Trần Nham bổ nhiệm Vương Triều làm Tuyền châu thứ sử. Vương Triều dũng mãnh lại có trí lược, sau khi đoạt được Tuyền châu thì chiêu hoài dân ly tán, giảm gánh nặng thuế, tái thiết quân đội, quân lại dân đều ủng hộ.

## Đoạt lấy toàn bộ Phúc Kiến
Năm 891, Trần Nham lâm bệnh nặng, ông ta phái người triệu Vương Triều đến Phúc châu, có ý giao lại quyền cai quản Phúc Kiến cho Vương Triều. Tuy nhiên, Trần Nham qua đời trước khi Vương Triều có thể đến được Phúc châu. Em vợ của Trần Nham là Đô tướng Phạm Huy (范暉) thuyết phục tướng sĩ ủng hộ ông ta làm lưu hậu, phát binh cự Vương Triều.
Tuy nhiên, Phạm Huy trở nên cao ngạo và phóng túng, mất đi sự ủng hộ của binh sĩ. Năm 892, Vương Triều bổ nhiệm em họ là Vương Ngạn Phục (王彥復) làm Đô thống, Vương Thẩm Tri làm Đô giám, đem binh công Phúc châu. Theo ghi chép thì người Hán tự quyên lương thực, còn các dân tộc khác đem binh thuyền trợ giúp ông.
Tuy nhiên, việc bao vây Phúc châu bị sa lầy do thành phòng thủ vững chắc, Phạm Huy cầu cứu Uy Thắng tiết độ sứ Đổng Xương- có quan hệ thông qua hôn nhân với Trần Nham. Đổng Xương phái 5.000 quân đến cứu Phúc châu, Vương Ngạn Phục và Vương Thẩm Tri hay tin thì báo lại cho Vương Triều và thỉnh cầu bãi binh, song Vương Triều từ chối. Khi họ thỉnh Vương Triều tự đến hành doanh, Vương Triều trả lời: "Binh hết thì thêm binh, tướng hết thì thêm tướng. Binh tướng đều hết, ta sẽ tự đến"
Vương Ngạn Phục và Vương Thẩm Tri lo sợ bị trách mắng nên tăng cường tiến công. Đến mùa hè năm 893, Phúc châu cạn nguồn lương thực, Phạm Huy bỏ thành chạy trốn rồi bị binh sĩ giết chết, quân Uy Thắng vẫn đang trên đường đến song khi hay tin thì trở về Uy Thắng. Vương Triều tiến vào Phúc châu, xưng là lưu hậu, phục táng Trần Nham, gả một con gái do vợ cả sinh cho Trần Diên Hối (陳延晦)- kỳ tử của Trần Nham. Sau đó, Đinh châu và Kiến châu cũng hàng Vương Triều, Khoảng 20 nhóm quân cướp trên núi dưới biển cũng hàng phục hoặc bị ông tiêu diệt.
Tháng 10 ÂL năm 893, Đường Chiêu Tông bổ nhiệm Vương Triều làm Phúc Kiến quan sát sứ. Tháng 12 ÂL năm sau, hai vạn người Man bao vây Đinh châu, Vương Triều khiển bộ tướng Lý Thừa Huân đem một vạn lính tiến đánh, quân Man tan vỡ chạy trốn, Thừa Huân truy kích và đánh bại họ ở cửa Tương Thủy. Vương Triều khiển liêu tả đi tuần các châu huyện, khuyến khích cày cấy, trồng dầu nuôi tằm, ổn định mức tô thuế, giao hảo với các đạo lân cận, bảo vệ cương giới, dân Mân được nghỉ ngơi yên ổn. Năm 896, Đường Chiêu Tông thăng Phúc Kiến thành Uy Vũ quân (威武), bổ nhiệm Vương Triều làm tiết độ sứ.

## Qua đời
Trong khi Vương Triều giữ chức tiết độ sứ, Vương Thẩm Tri giữ chức quan sát phó sứ. Theo ghi chép, khi Vương Thẩm Tri phạm lỗi, sẽ bị Vương Triều đánh, song Vương Thẩm Tri không oán giận. Khi Vương Triều nằm trên giường bệnh vào năm 897, thay vì giao lại quyền lực cho một trong bốn con (Vương Diên Hưng (王延興), Vương Diên Hồng (王延虹), Vương Diên Phong (王延豐), Vương Diên Hưu (王延休)), ông lại giao phó quân phủ sự cho Vương Thẩm Tri. Ngáy Đinh mùi tháng 12 ÂL, Vương Triều qua đời.
Sau khi Vương Triều qua đời, Vương Thẩm Tri đề nghị giao lại quyền hành cho Tuyền châu thứ sử Vương Thẩm Khuê do Vương Thẩm Khuê lớn tuổi hơn, song Vương Thẩm Khuê từ chối vì cho rằng Vương Thẩm Tri có công lao lớn hơn. Sau đó, Vương Thẩm Tri xưng là lưu hậu, rồi được Đường Chiêu Tông bổ nhiệm làm tiết độ sứ. Vương Thẩm Tri sau đó được Hậu Lương Thái Tổ phong tước Mân vương, Vương Diên Quân sau lại xưng đế, nước Mân tồn tại đến năm 946.
Sau khi Vương Triều qua đời, được táng tại Phượng Kỳ Sơn thuộc thôn Bàn Long, trấn Loa Dương, huyện Huệ An của Tuyền Châu. Mộ của Vương Triều có quy mô to lớn thuộc kiến trúc mộ cổ thời Đường mạt và Ngũ Đại Thập Quốc, là một mộ có cấu trúc bằng đá cổ đại được bảo tồn tương đồi hoàn chỉnh. Năm 1996, tỉnh Phúc Kiến đã liệt mộ Vương Triều vào danh mục đơn vị văn vật được bảo hộ cấp tỉnh.
Sau khi qua đời, Vương Triều được người dân tôn làm "Uy Vũ Tôn vương" hoặc "Quảng Vũ Tôn vương". Tại Phúc Châu và những nơi khác có miếu thờ ông, được gọi là "Thủy Tây Đại vương" miếu, hoặc phối tự trong "Khai Mân Thánh vương" miếu (cùng với Thẩm Tri và Thẩm Khuê). Nhiều dòng họ Vương ở Phúc Kiến và Đài Loan cũng tế anh em Vương Triều như thủy tổ của mình.